# Щелканов, Александр Александрович
Алекса́ндр Алекса́ндрович Щелка́нов (род. 5 августа 1939, Ленинград) — председатель исполкома Ленсовета (1990—1991), народный депутат СССР (1989—1991), депутат Законодательного собрания Санкт-Петербурга (1994—2002).

## Биография
Родился 5 августа 1939 года в Ленинграде в семье кораблестроителей: отец — инженер-кораблестроитель, погиб во время Великой Отечественной войны; мать — техник-кораблестроитель, умерла в 1992 году.
В 1963 году окончил Ленинградский кораблестроительный институт, в 1977 году — Московский военный институт переводчиков (переводчик-референт), в 1994 году — Северо-Западный кадровый центр при Правительстве Российской Федерации (государственное и муниципальное управление).
Служил в ВМФ, уволился в звании капитана 1-го ранга.
Получая военную пенсию, работал на заводе прессовщиком по пластмассам и слесарем-инструментальщиком, затем — грузчиком магазина № 20 Ленинградской торговой фирмы «Берёзка».
Есть сын Александр.

### Политическая деятельность

#### Народный депутат СССР
В 1989 году на повторных выборах при поддержке комитета «Выборы-89» избран народным депутатом СССР от территориального округа 51 (Кировский район), опередив при этом начальника Балтийского морского пароходства Виктора Харченко.
Член Межрегиональной депутатской группы. В 1989 году вышел из КПСС.
В 1989—1990 годах работал на постоянной основе в комитете Верховного Совета СССР.
В августе — декабре 1991 года — член Верховного Совета СССР, председатель Комитета Совета Союза по делам Вооружённых Сил.

#### Председатель исполкома Ленсовета
18 июня 1990 года на альтернативной основе избран председателем исполкома Ленсовета — набрал 220 голосов (из примерно 370 депутатов).
По воспоминаниям ряда депутатов, эта должность Щелканову не подходила. Владимир Ёлкин, знавший его ещё по работе в НПО «Уран», где Щелканов был военпредом, голосовал против назначения, считая, что «его отличали точность и исполнительность в выполнении чужих решений», а организаторскими способностями он не обладал. Олег Гапанович вспоминал, что Щелканов согласился занять этот пост, пойдя «буквально как на заклание, ясно видя все предстоящие трудности, но, понимая, что кто-то должен взвалить на себя эту ношу». По мнению Гапановича, Щелканову больше подошла бы роль председателя Совета, а не главы исполнительной власти; исполком же был собран из случайных людей и работал плохо.
С самого начала их общей работы отношения Щелканова и председателя Ленсовета Анатолия Собчака оказались враждебными. Как вспоминал Гапанович, «Собчак не пропускал буквально ни одного повода, чтобы не подчеркнуть некомпетентность щелкановской команды». По воспоминаниям Алексея Ковалёва, Щелканов, будучи мягким человеком, «в конце концов … самоустранился от руководства», после чего фактически руководить исполкомом стал Собчак через заместителя председателя исполкома Алексея Большакова.
12 июня 1991 года Щелканов ушёл в отставку в связи с упразднением поста и избранием мэра Ленинграда. В августе 1991 года вошёл в штаб по организации борьбы с последствиями государственного переворота в Ленинграде.

#### Депутат Законодательного собрания Санкт-Петербурга
Руководил созданной им независимой общественной некоммерческой организацией «Миссия по альтернативным предложениям».
Избирался депутатом Законодательного Собрания Санкт-Петербурга как независимый кандидат:
- 1994 — во втором туре победил депутата Совета Федерации Александра Беляева.
- 1998 — во втором туре победил бывшего начальником ГУВД Санкт-Петербурга Анатолия Пониделко.

Восемь лет был единственным депутатом, не входившим ни в одну комиссию и фракцию.
В ноябре 2000 года баллотировался на пост Уполномоченного по правам человека Санкт-Петербурга (был выдвинут правозащитными организациями «Мемориал» и «Гражданский контроль»). Набрав 24 голоса при рейтинговом голосовании, вышел во 2-й тур, где при альтернативном голосовании набрал 10 голосов (его соперник — выдвинутый фракцией «Яблоко» Юрий Нестеров — тоже не прошёл, набрав 24 голоса).
В 2002 году решил уйти из политики и переехал на Валдай.